# Ojuju
Ojuju es una película nigeriana de zombis de 2014 escrita y dirigida por C. J. Obasi. Con un presupuesto de producción mínimo, contó con las actuaciones de Gabriel Afolayan, Omowunmi Dada y Kelechi Udegbe. Se estrenó en la cuarta edición del Africa International Film Festival, donde ganó el premio a la mejor película nigeriana.

## Reparto
- Gabriel Afolayan es Romero
- Omowunmi Dada es Peju
- Kelechi Udegbe es Emmy
- Chidozie Nzeribe es Fela
- Brutus Richard es Gaza
- Meg Otanwa es Alero
- Paul Utomi es el primer Ojuju
- Yvonne Enakhena es Aisha
- Jumoke Ayadi es Iya Sikiru

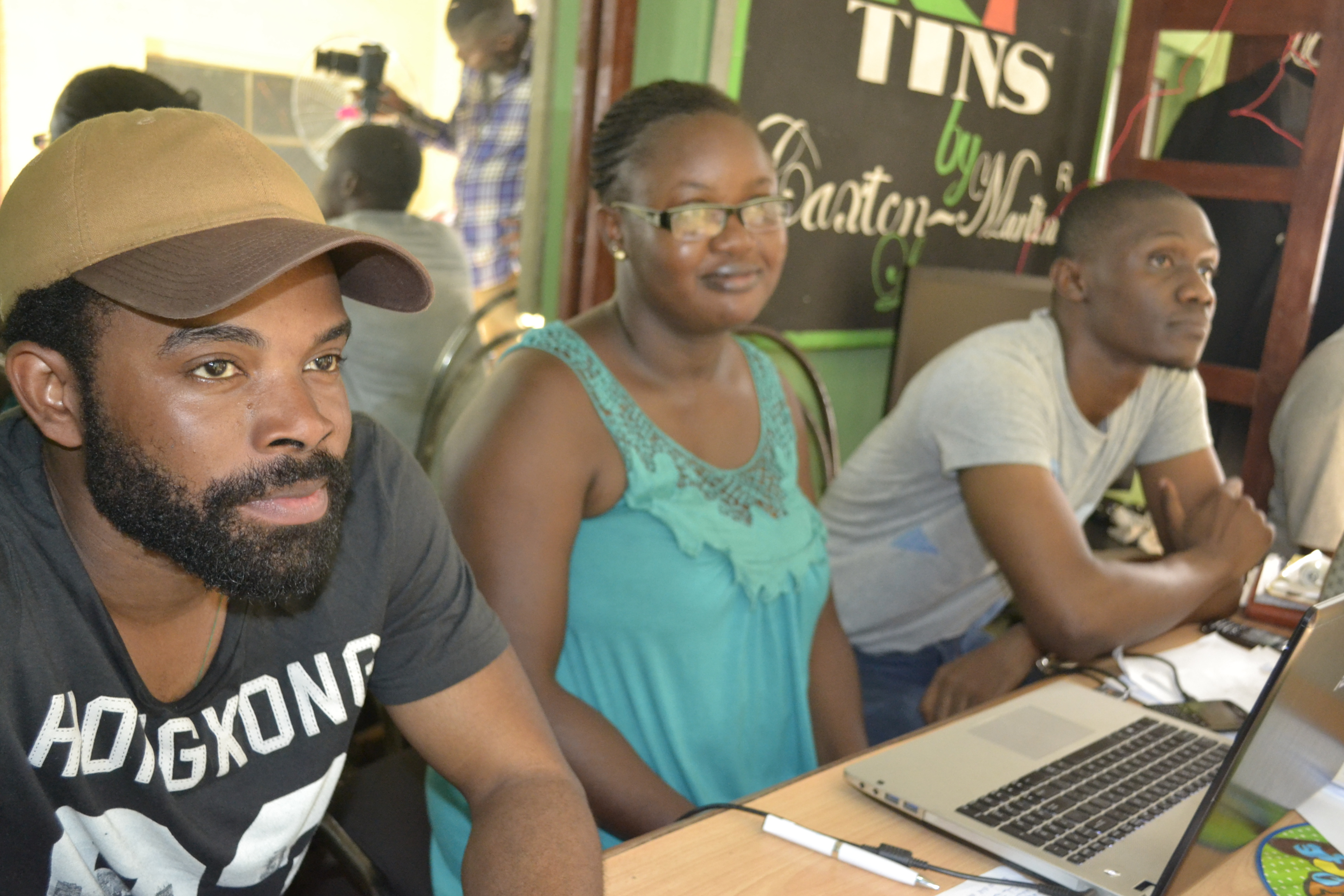
Imagen del reparto de Ojuju

- Tommy Oyewole es el oficial de policía

## Recepción
Todd Brown del portal Twitch Film afirma respecto al filme: "No hay duda de que Ojuju tiene sus limitaciones, pero también muestra una claridad de visión y una amplia base de habilidades que marcan a Obasi como director a tener en cuenta". Frank Scheck de The Hollywood Reporter escribió: "Aunque se ha hecho con un presupuesto obviamente minúsculo, este emprendedor pictograma de género está muy bien elaborado. Con humor astuto y emociones genuinas, avergüenza a muchos estadounidenses con temas similares, y lo exótico de su escenario contribuye al efecto general". En un artículo de IndieWire de 2019, Ojuju fue incluida en la lista de las mejores películas de zombies de todos los tiempos.

## Premios y reconocimientos
| Año  | Evento                              | Categoría                           | Receptor          | Resultado |
| ---- | ----------------------------------- | ----------------------------------- | ----------------- | --------- |
| 2014 | Africa International Film Festival  | Mejor película nigeriana            | Ojuju             | Ganador   |
| 2015 | Golden Icons Academy Movie Awards   | Mejor película dramática            | Ojuju             | Nominado  |
| 2015 | Golden Icons Academy Movie Awards   | Mejor película en idioma extranjero | Ojuju             | Nominado  |
| 2015 | Golden Icons Academy Movie Awards   | Mejor edición                       | C.J. Obasi        | Ganador   |
| 2015 | Golden Icons Academy Movie Awards   | Mejor sonido                        | Dayo Thompson     | Nominado  |
| 2015 | Golden Icons Academy Movie Awards   | Mejor fotografía                    | Tunji Akinsehinwa | Nominado  |
| 2015 | Golden Icons Academy Movie Awards   | Mejor vestuario                     | Funke Olowu       | Nominado  |
| 2015 | Golden Icons Academy Movie Awards   | Mejor productor                     | Oge Obasi         | Nominado  |
| 2015 | Best of Nollywood Awards            | Mejor actor protagónico             | Gabriel Afolayan  | Nominado  |
| 2015 | Best of Nollywood Awards            | Mejor actor de reparto              | Kelechi Udegbe    | Nominado  |
| 2015 | Best of Nollywood Awards            | Mejor actriz de reparto             | Omowunmi Dada     | Ganador   |
| 2015 | Best of Nollywood Awards            | Mejor guion                         | Ojuju             | Nominado  |
| 2015 | Best of Nollywood Awards            | Mejor edición                       | Ojuju             | Nominado  |
| 2015 | Best of Nollywood Awards            | Mejor maquillaje                    | Ojuju             | Ganador   |
| 2015 | Best of Nollywood Awards            | Mejor uso del lenguaje nativo       | Ojuju             | Nominado  |
| 2016 | Africa Magic Viewers' Choice Awards | Mejor artista de efectos especiales | Funke Olowu       | Nominado  |